# Bögöte
Bögöte község Vas vármegyében, a Sárvári járásban.

## Fekvése
Vas, Veszprém és Zala vármegye hármashatárához közel (attól mintegy 4 kilométerre), a 8-as főút mentén helyezkedik el. Központján a Zala vármegyei Türjéről induló, a 7328-as útból kiágazó 7355-ös út halad végig, lakott területének északi részén pedig ebből az útból ágazik ki nyugati irányba a 7366-os út, amely a szomszéd településre, Hosszúperesztegre vezet és ott a 7365-ös útba torkollva ér véget.

## Története
Az 1300-as években már oklevelek tanúskodtak Bögöte létezéséről. Neve 1627-ben már hasonlított a mostani nevéhez (Beögeöte).
A falut német telepesek alapították, akik teljesen elmagyarosodtak. Források utalnak arra,hogy a törökök korában pusztává vált és a 18. században népesült be újra. 1787-ben 433-an, 1917-ben 710-en, 1970-ben pedig 604-en éltek a faluban. Manapság pedig 200 és 300 fő között van a népessége.
A 18. században mutattak adatok arra, hogy a falu római katolikus vallású.
A községet délről félkörívben a Nagyerdő és a Bögötei-erdő, nyugatról a Szajki-erdő határolja. A faluhoz tartozik az Alsó-, Felső- és Ferenc-major.
Kutatások után azt feltételezték, hogy mivel a Patyi Hotel mellett találtak töredékes leleteket (edény, tál, szilánk) ezért a falu közelebb volt a főúthoz. A kutatásokat követően azt is megállapították, hogy a falu helyén az újkőkorban a vonaldíszes kultúra népének települése lehetett. Megtalálhatjuk az Árpád kori település nyomait is a falu területén.
Első ismert, adatolt említése 1310-ből való. Az 1500-as években Bögötei Bálint nevét tüntették fel birtokosként.
1809 elején harcok kezdődtek, Napóleon Bécset fenyegette, majd el is foglalta. A vármegyei lovasság májusban indult Hosszúperesztegről Győr felé, néhány nappal később pedig a gyalogság indult el. 1809 november végén ért véget a vármegye megszállása. 1831-ben jelentős áldozatokat követelt a kolerajárvány.
A korabeli betyárság két nagyobb korszakát szokás elkülöníteni. Az első korszak kiemelkedő vármegyei hőse Sobri Jóska, a másodiké Savanyú Jóska volt. Sobri Jóska büntetőperének anyagában egy tanúvallomásban szerepelt Bögöte. Valószínű, hogy Sobri bögötei születésű. (Kalandpark)
A Horváth-kastélyt 1875-ben építtette Bozzay Imre. Horváth Miklós jelentős jövedelmű birtokos volt, de a legnagyobb birtokai Batthyány Ervinnek voltak.
1905-ben gróf Batthyány Ervin reformiskolát hozott létre a faluban. A Horváth család és a katolikus egyház is hevesen támadta, és igyekeztek megakadályozni az iskola megnyitását. Ady Endre a Budapesti Napló hasábjain több ízben írt az iskola védelmében. A Budapesti Napló 1905. október 27-ei számában például így:
"Bögöte – Bögötén pedig legyen rend. Kegyetlen rend. Ha a világ megtudja, hogy Bögötén magyar pópák forradalmat csinálnak az iskola ellen, nem heverjük ki ezt sohasem. Ha majd meglesz a magyar imperium. Ha majd meglesz a magyar hadsereg. Akkor is ujjal mutat reánk minden idegen kultúrember – Bögöte miatt."
Batthyány Ervin szerkesztésében, illetve közreműködésével Szombathelyen és Bögötén jelent meg 1907-ben havi két kiadásban a Társadalmi Forradalom, "a magyarországi forradalmi szocialisták lapja", illetve 1906-1907-ben a Testvériség, a Vasvármegyei Szociáldemokrata Párt hetilapja.
A falu központját az 1990-es évek első felében rendezték.

## Közélete

### Polgármesterei
- 1990–1994: Patyi Elemér (FKgP)[3]
- 1994–1998: Patyi Elemér (független)[4]
- 1998–2002: Patyi Elemér (független)[5]
- 2002–2006: Patyi Elemér (független)[6]
- 2006–2010: Patyi Elemér (független)[7]
- 2010–2014: Patyi Elemér (független)[8]
- 2014–2019: Patyi Elemér (független)[9]
- 2019–2024: Patyi Elemér (független)[10]
- 2024– : Szabó Tiborné (független)[1]

## Népesség
A település népességének változása:
| Lakosok száma | 271  | 269  | 280  | 280  | 308  | 313  | 298  |
|               | 2013 | 2014 | 2015 | 2021 | 2022 | 2023 | 2024 |

A 2011-es népszámlálás során a lakosok 97,1%-a magyarnak, 1,4% németnek, 0,4% lengyelnek, 0,4% szlovénnek mondta magát (2,5% nem nyilatkozott; a kettős identitások miatt a végösszeg nagyobb lehet 100%-nál). A vallási megoszlás a következő volt: római katolikus 83,7%, református 0,7%, evangélikus 2,2%, görögkatolikus 0,7%, felekezet nélküli 5,8% (6,9% nem nyilatkozott).
2022-ben a lakosság 90,9%-a vallotta magát magyarnak, 2,3% németnek, 0,3% lengyelnek, 0,3% görögnek, 1,9% egyéb, nem hazai nemzetiségűnek (8,1% nem nyilatkozott; a kettős identitások miatt a végösszeg nagyobb lehet 100%-nál). Vallásuk szerint 56,8% volt római katolikus, 2,9% református, 1,3% evangélikus, 0,6% egyéb keresztény, 1,9% egyéb katolikus, 4,2% felekezeten kívüli (32,1% nem válaszolt).

## Nevezetességei
- Keresztelő Szent János római katolikus templom (1756, Felsőbükki Czompó János által építtetett, barokk stílusú)
- Horváth-kastély (1875, Bozzay Imre által épített eklektikus stílusú kastély)
- Batthyány Ervin gróf kúriája (később István Lajos földbirtokos tulajdonában)
- Batthyány Ervin emlékére állított szobor és emléktábla (mindkettő Gaál Tamás Munkácsy Mihály-díjas szobrász alkotása)
- Az első világháború áldozatainak emlékműve
- gr. Batthyány Ervin Művelődési Ház

## A falu híres lakói
- Nadler Herbert
- gróf Batthyány Ervin
- prof. dr. István Lajos, Széchenyi-díjas haematológus professzor (gyermekkorát töltötte a faluban)[13]

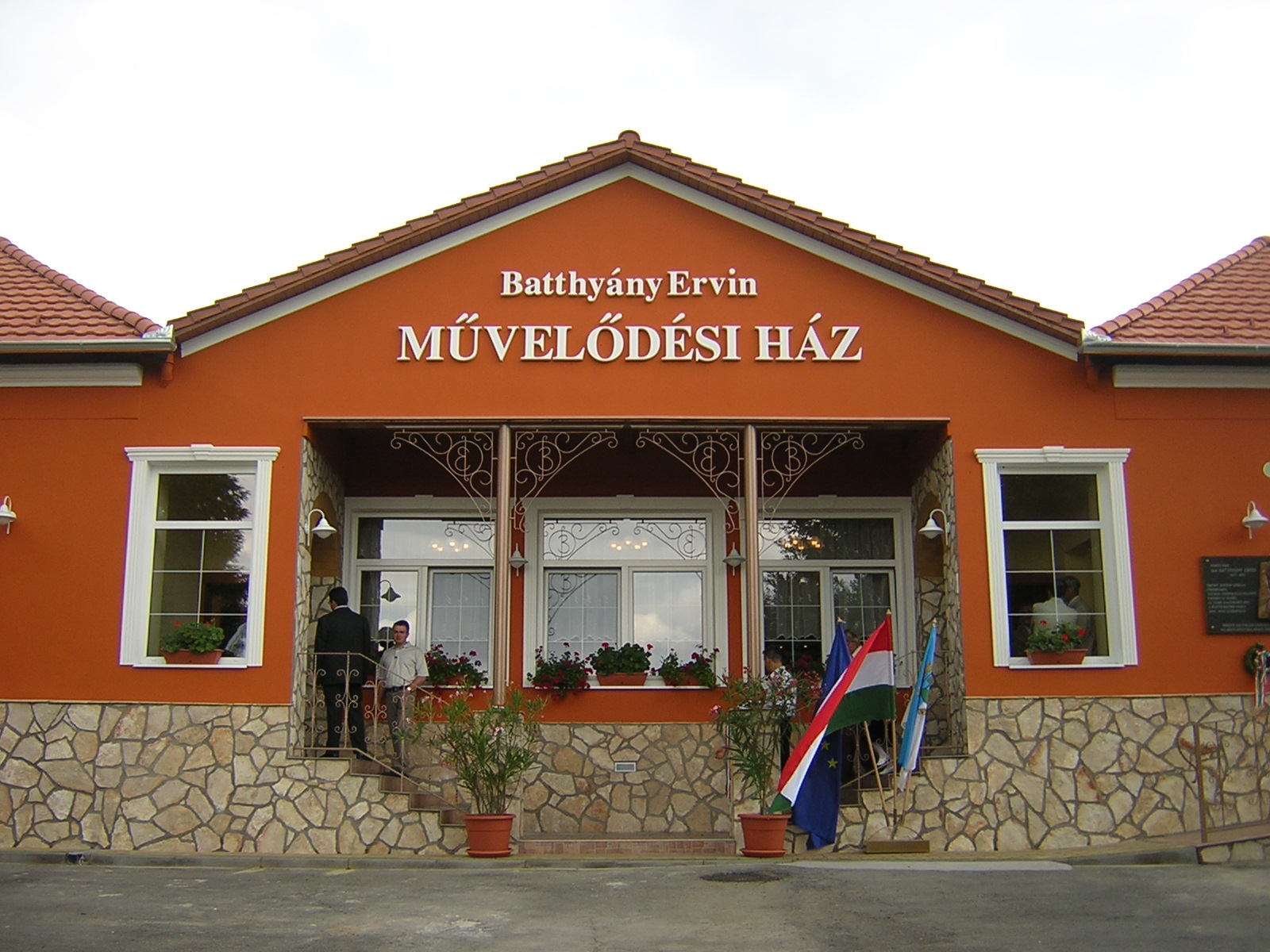
Művelődési ház

### A falu híres szülöttei
- Szilasy János nagyváradi kanonok.